# Alexandre Chorin
Alexandre Joel Chorin (* 25. června 1938 Varšava, Polsko) je americký matematik a profesor na Kalifornské univerzitě v Berkeley. Zabývá se především počítačovými modely proudění tekutin. V roce 2000 obdržel Wienerova cenu za aplikovanou matematiku.

## Život
Alexandre Chorin se narodil v roce 1938 ve Varšavě a vyrůstal v Izraeli a ve Švýcarsku. Později se usídlil v Spojených státech, kde v roce 1966 získal na Newyorské univerzitě titul PhD., jeho školitelem byl Peter Lax. Od roku 1971 působí na Kalifornské univerzitě v Berkeley, přičemž během této doby jako hostující profesor působil na několika významných univerzitách a vědeckých pracovištích.

## Práce
Alexandre Chorin se zabývá především aplikovanou matematikou, zejména počítačovými modely proudění tekutin, ale i statistickou fyzikou, teorií turbulencí a numerickými metodami. V oblasti počítačových modelů proudění tekutin je autorem tzv. Projekční metody, což je numerická metoda k řešení úloh o ikompresibilných tocích závislých na čase, přičemž Chorin dokázal i konvergenci této metody. Je také autorem numerických metod pro výpočet Wienerova integrálu.